# István Maróthy
István Maróthy (ur. 20 kwietnia 1943 w Budapeszcie,  zm. 8 czerwca 2023) – węgierski zapaśnik walczący w stylu wolnym. Olimpijczyk z Monachium 1972, gdzie zajął dwunaste miejsce w kategorii plus 100 kg.
Czwarty na mistrzostwach Europy w 1969 roku.
- Turniej w Monachium 1972

Przegrał z Wilfriedem Dietrichem z RFN i Osmanem Duralijewem z Bułgarii.